# نهر ديالى

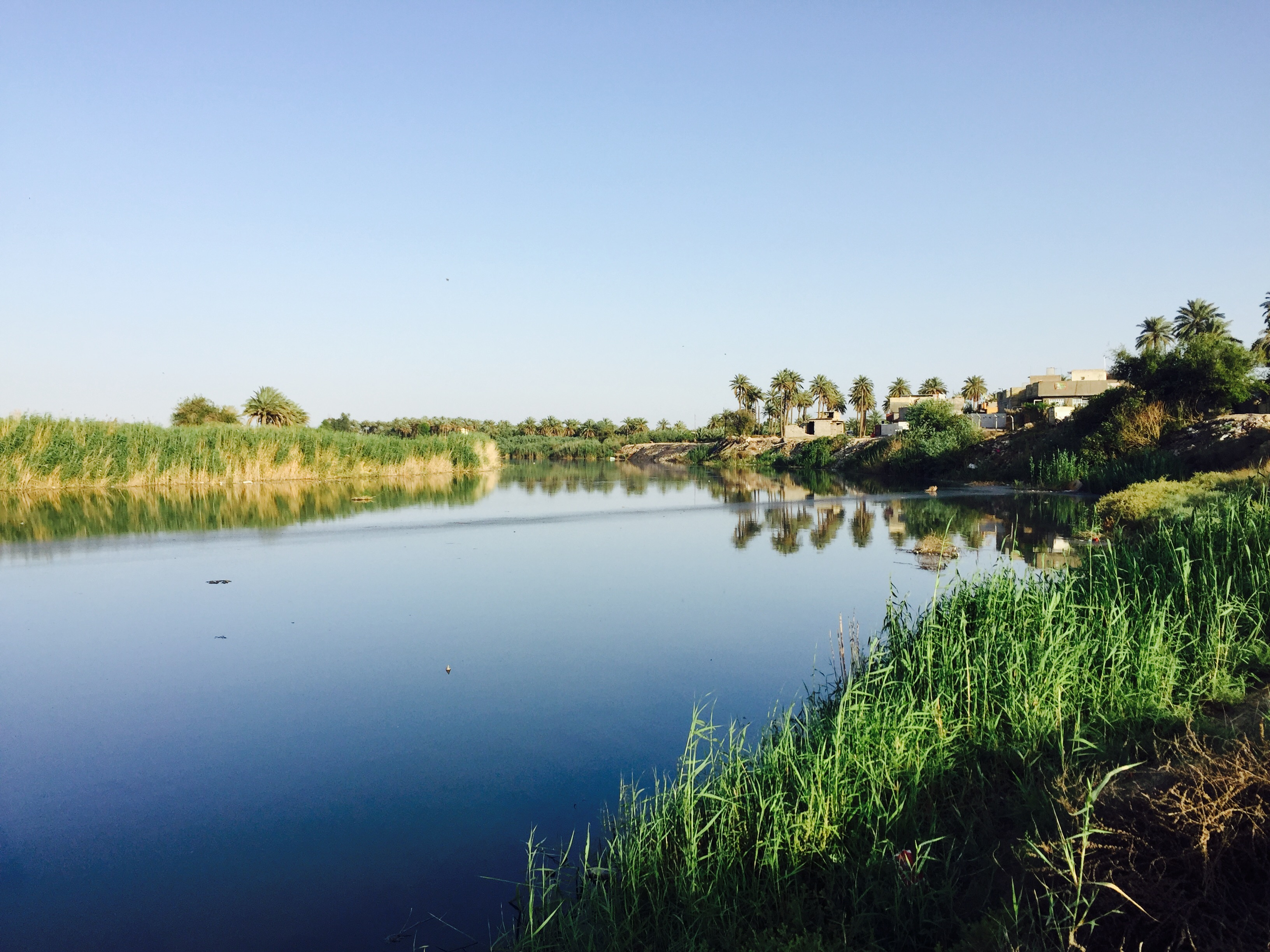
صورة لنهر ديالى في شمال شرق بغداد

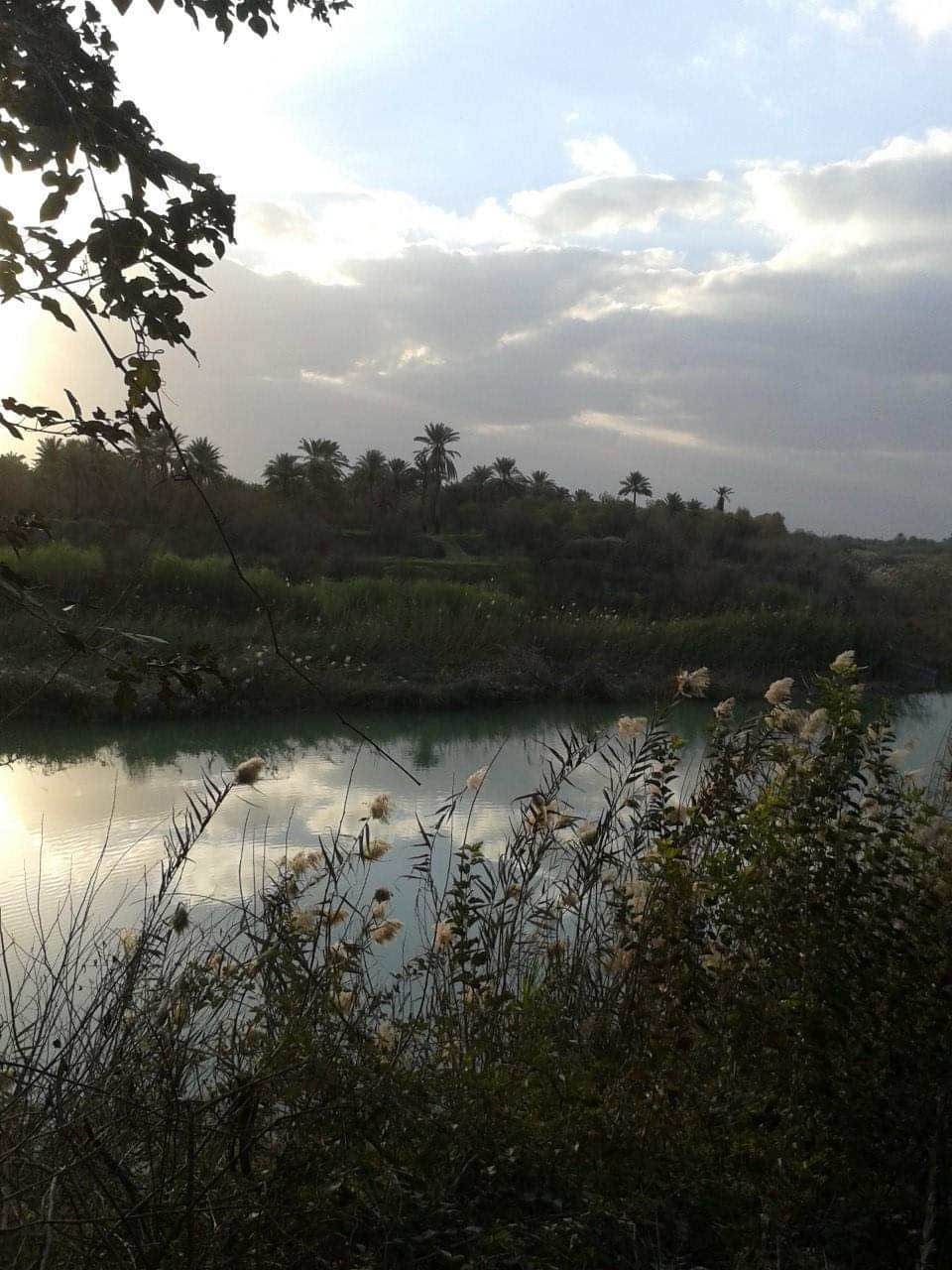
نهر ديالى في قرية الزهيرات بمحافظة ديالى

نهر ديالى هو خامس روافد نهر دجلة، يتكون من التقاء نهري سيروان وتانجرو في بحيرة دربندخان في محافظة السليمانية شمال العراق. ويمر النهر عبر إيران والعراق ويبلغ طوله الإجمالي 445 كم، وينبع النهر من جبال زاكروس ويصب في نهر دجلة جنوبي العاصمة العراقية بغداد.
لا يعرف أصل معروف لكلمة ديالى ولكن في الأزمنة القديمة كان اسم النهر Σίλλα أو Δέλαζ (ديالاس). وينبع النهر من فرعين أحدهما من إيران والآخر من العراق ويمر بثلاث محافظات عراقية وهي السليمانية ومحافظة ديالى التي سميت باسمه ومحافظة بغداد ويرتبط بنهر دجلة في جنوب محافظة بغداد، وكذلك يصب به نهر الوند قرب مدينة جلولاء في محافظة ديالى. ويحتوي النهر على بحيرتين من أجمل بحيرات العراق وهي بحيرة دربندخان في محافظة السليمانية وبحيرة حمرين التي تقع في محافظة ديالى ضمن تلال حمرين.
وفي بحيرة حمرين ينقسم النهر إلى عدة أقسام منها نهر مهروت (نهر المقدادية أو شهربان حسب تسمية أهلها) ونهر الروز أو بلدروز ونهر الخالص ونهر ديالى، ويروي النهر مساحات شاسعة من الأراضي الزراعية حيث يعتبر المورد الأساس لأهل ديالى الذين يشتهرون بصلاحية أراضيهم للزراعة وخاصة الحمضيات ومنها الرمان وخاصة في مدينة شهربان، وبحيرة حمرين حاليا كغيرها من العديد من البحيرات في العراق مهددة بالجفاف وذلك لقلة الوارد المائي الآتي من خارج العراق، فأحد روافد النهر الذي ينبع من إيران تقام عليهِ حاليا مشاريع زراعية وعمليات تحويل للمياه ولهذا فقدت البحيرة نسبة كبيرة من المياه.

## مورفوتكتونية نهر ديالى
يمثل نهر ديالى الذي ينبع من المرتفعات الشمالية الشرقية من العراق أحد روافد نهر دجلة، ويصب فيه جنوب بغداد. الجزء الجنوبي الغربي منه يسمى ديالى الأسفل الذي يبدأ بعد اجتياز النهر لمضيق حمرين وينتهي عند المصب، ويجري فوق مروحة غرينية واسعة الامتداد تطورت قديما نتيجة إرسابات شبكة نهر ديالى القديمة.

## الأسم
وأصلها الآرامي "ديالس" وبالكردية تسمى «سيروان» وتعني «البحر الهادر» أو «النهر الصاخب». في الفترة الإسلامية المبكرة، كان المجرى السفلي للنهر يشكل جزءًا من قناة النهروان. محافظة ديالى في العراق سميت بهذا الاسم.
قد يكون نهر تورناس القديم.

## التاريخ
ازدهرت هذه المنطقة بالفعل خلال عصر جمدة نصر وعصر الأسرات المبكرة، وحتى العصر الأكدي.
في إشنونة (تل أسمر)، يعتبر كنز تل أسمر ملحوظًا بشكل خاص. عثر على اثني عشر تمثالًا رائعًا تعود إلى عصر الأسرات المبكرة (2900-2350 قبل الميلاد).

### الخزف القرمزي
كان هناك نوع من الفخار المعروف باسم «الخزف القرمزي»، وهو فخار ذو ألوان زاهية مع تمثيلات تصويرية، نموذجيًا للمواقع الواقعة على طول نهر ديالى. وقد تطورت حوالي عام 2800 قبل الميلاد، وترتبط بفخار جمدة نصر في وسط بلاد ما بين النهرين من نفس الفترة. تم تحقيق اللون الأحمر في الغالب باستخدام طلاء الهيماتيت.
تعتبر الخزف القرمزي نموذجًا لفترتي الأسر الأولى والثانية في أوائل الأسرات. وعلى طول نهر ديالى يقع أحد أهم الطرق التجارية التي تربط جنوب بلاد ما بين النهرين والهضبة الإيرانية. وهكذا، كانت الخزفيات القرمزية شائعة أيضًا في بوشت كوه، في لورستان، وتم تداولها مع سوسة خلال فترة سوسة الثانية.

### البرونزية الوسطى
خلال فترة لارسا، أصبح إشنونا بارزًا بشكل خاص. كما حمل نهر ديالى اسم «شودرول» في ذلك الوقت.

### العصر الحديدي
وفي عام 693 قبل الميلاد، وقعت معركة نهر ديالى بين قوات الآشوريين والعيلاميين في جنوب إيران.
وقد ورد ذكر النهر في تاريخ هيرودوت تحت اسم جيندس، حيث يذكر أن الملك كورش الكبير فرقه بحفر 360 قناة عقاباً له بعد هلاك حصان أبيض مقدس هناك. وعاد النهر إلى نسبه السابقة بعد اختفاء القنوات تحت الرمال.

### التاريخ الحديث
في مارس 1917، هزمت الإمبراطورية البريطانية الإمبراطورية العثمانية عند ملتقى نهر دجلة، مما أدى إلى سقوط بغداد، كجزء من حملة بلاد ما بين النهرين في الحرب العالمية الأولى.

## الأكتشافات
وقد أجريت حفريات كبيرة في حوض نهر ديالى السفلي في ثلاثينيات القرن العشرين. وقد أجراها معهد جامعة شيكاغو الشرقي (1930-1937) وجامعة بنسلفانيا (1938-1939). ونقب في مواقع مثل تل أغرب، وتل أسمر (أشنونة القديمة)، وإيشالي (نيريبتوم القديمة)، وخفاجي (تطوب القديمة).
في ذلك الوقت، كانت ديالى غير مستكشفة نسبياً مقارنة بجنوب وشمال بلاد ما بين النهرين. لكن نهب المواقع كان جارياً بالفعل. ونتيجة لذلك، بدأت الحفريات المهنية.
كان علماء الآثار جيمس برستد وهنري فرانكفورت يقودون هذه المشاريع.
قدمت هذه الحفريات بيانات شاملة للغاية عن آثار بلاد ما بين النهرين والتسلسل الزمني. وقاموا بتغطية الفترة ما بين أواخر فترة أوروك ونهاية الفترة البابلية القديمة (3000-1700 قبل الميلاد).
وبعد ذلك، نشر تسع دراسات تفصيلية، لكن معظم الأشياء، التي يبلغ عددها 12000، ظلت غير منشورة. بدأ مشروع قاعدة بيانات ديالى عام 1992، وهو ينشر الكثير من هذه المواد.
ومن العلماء الآخرين الذين عملوا هناك ثوركيلد جاكوبسن ككاتب نقوش، وسيتون لويد، وبينهاس ديلوجاز.
وفي حوالي عام 1980، وايضاً استكشف منطقة ديالى بشكل مكثف كجزء من مشروع إنقاذ سد حمرين. تم التنقيب في المواقع التالية في الفترة من 1977 إلى 1981: تل يلخي، تل حسن، تل أبو الحسيني، تل كساران، تل حربود، تل السارة، تل محمود.